# كأس روسيا البيضاء 2001–02
كأس روسيا البيضاء 2001–02 (بالروسية: Кубок Белоруссии по футболу 2001/2002)‏ هو موسم من كأس روسيا البيضاء. أشرف على تنظيمه اتحاد روسيا البيضاء لكرة القدم، وكان عدد الأندية المشاركة فيه 46، وفاز فيه نادي غوميل.